# Aborto farmacológico
Aborto farmacológico, aborto medicinal, aborto medicamentoso ou aborto químico é uma técnica de aborto induzido que consiste na administração de fármacos com o objetivo de provocar a interrupção da gravidez sem recorrer a práticas cirúrgicas.
O aborto farmacológico é um tipo de aborto não-cirúrgico no qual são utilizados medicamentos  abortivos para induzir um aborto. A preparação oral para aborto farmacológico é geralmente conhecida por pílula abortiva.
O aborto farmacológico tornou-se num método alternativo de aborto com a disponibilização de análogos da prostaglandina nos anos 70 e da antiprogesterona  mifepristona nos anos 80.

## Usos Médicos
Segundo a publicação da Organização Mundial da Saúde (OMS) de 2006 Frequently asked clinical questions about medical abortion, quando se aconselha uma mulher sobre que tipo de aborto deve fazer, há poucas diferenças em termos de segurança e eficácia entre o aborto farmacológico e o aborto cirúrgico:

Há pouca, se houver mesmo alguma, diferença entre o aborto farmacológico e o cirúrgico em termos de segurança e eficácia. Portanto, ambos os métodos são semelhantes do ponto de vista médico e existem apenas algumas situações onde uma recomendação médica por um em detrimento do outro poderá ser dada.

Pode haver uma preferência pelo aborto farmacológico se:
- For a preferência da mulher;
- Para gestações até aos 49 dias, o aborto farmacológico é considerado mais eficaz que o aborto cirúrgico, principalmente quando a prática clínica não inclui inspeção detalhada do tecido aspirado;
- Se uma mulher sofrer de obesidade severa (índice de massa corporal maior que 30) mas não sofrer de outros fatores risco cardiovascular, pois o tratamento cirúrgico pode ser tecnicamente mais difícil;
- Se a mulher sofrer de alguma malformação uterina ou tiver útero fibroide, ou tenha previamente realizado uma cirurgia cervical (pois pode fazer com que o aborto cirúrgico seja tecnicamente mais difícil);
- Se a mulher quiser evitar uma intervenção cirúrgica.

Pode haver uma preferência pelo aborto cirúrgico se:
- For da preferência da mulher ou se ela requerer uma esterilização em simultâneo.
- A mulher tiver contraindicações para um aborto farmacológico;
- Se houver constrangimentos de tempo ou geográficos que impeçam o acompanhamento necessário para confirmar que o aborto foi completo.

## Efeitos secundários
De acordo com a Women on Web, um serviço de telemedicina que apoia mulheres à procura de abortos por todo o mundo:
Um aborto medico realizado nas primeiras 9 semanas de gravidez possui um risco muito baixo de ocorrência de complicações. Este risco é o mesmo associado a um aborto espontâneo. Estes problemas podem ser facilmente tratados por um medico. Em cada 100 mulheres que fazem um aborto farmacológico, 2 ou 3 têm de recorrer a um médico, centro de primeiros-socorros ou hospital.
Segundo uma tabela incluída no Handbook of Obstetric and Gynecologic Emergencies, 4th edition de 2010, as possíveis complicações de um aborto médico e de um aborto cirúrgico são as seguintes:
- Aborto farmacológico:
  - Hemorragia
  - Aborto incompleto
  - Infeção uterina ou pélvica
  - Continuação da gravidez, requerendo aborto cirúrgico para completar
  - Gravidez ectópica mal diagnosticada/reconhecida
- Aborto cirúrgico:
  - Hemorragia
  - Aborto incompleto
  - Infeção uterina ou pélvica
  - Continuação da gravidez, requerendo um segundo procedimento
  - Gravidez ectópica mal diagnosticada ou mal reconhecida
  - Hematometra (coágulos de sangue acumulados no útero)
  - Perfuração uterina
  - Laceração cervical

Apesar do aborto médico estar associado com um maior sangramento que o aborto cirúrgico, a totalidade do sangramento para os dois métodos é mínima e não é clinicamente diferente. Num ensaio clínico prospetivo de larga escala realizado em 1992 com 160.000 mulheres que realizaram um aborto farmacológico com diferentes doses de gemeprost ou sulprostona, apenas 0,1% tiveram uma hemorragia que necessitou uma transfusão de sangue. É geralmente aconselhada a procura de serviços de saúde se a hemorragia for tão intensa que encha completamente mais de 2 absorventes por hora, por duas horas consecutivas.
Desde 2001, 10 mulheres - uma no Canadá,  oito nos Estados Unidos da América, e uma em Portugal – morreram devido a Síndrome do choque tóxico causado por Clostridium (nove casos causados por Clostridium sordellii e um caso causado por Clostridium perfringens) após a realização de um aborto farmacológico em início de gestação utilizando 200 mg de mifepristona oralmente, seguidos de 800 µg de misoprostol – em nove casos vaginalmente, e num caso bucalmente – sem antibióticos profiláticos.
Um estudo retrospetivo, publicado no The New England Journal of Medicine em Julho de 2009, realizado com 227.823 mulheres que realizaram um aborto farmacológico nos centros afiliados da Planned Parenthood nos EUA, entre Janeiro de 2005 até Junho de 2008, descobriram que a taxa de infecção após a realização de um aborto farmacológico, teve uma redução de 93% após uma mudança na administração do misoprostol de vaginal para bucal, combinado com a administração profilática de rotina de antibióticos de doxicilina.

### Contraindicações
Segundo a publicação da OMS Frequently asked clinical questions about medical abortion:

As contraindicações ao aborto farmacológico são poucas e incluem:
- Reação alérgica prévia aos fármacos envolvidos no procedimento;
- Porfíria hereditária;
- Insuficiência hepática ou suprarrenal crónica ou aguda
- Confirmação ou suspeita de gravidez ectópica

É requerida prudência em algumas circunstâncias, incluindo:
- Se a mulher estiver a fazer uma terapia de longo termo com corticosteroides (incluindo mulheres com asma severa e descontrolada);
- Se a mulher sofrer de desordem hemorrágica;
- Se a mulher sofrer de anemia severa;
- Se a mulher tiver uma doença cardíaca preexistente, ou se tiver fatores de risco cardiovascular (ex. ser hipertensa e fumante).

### Gestão de hemorragia prolongada
Segundo a publicação da OMS Frequently asked clinical questions about medical abortion, normalmente, a hemorragia vaginal diminui gradualmente durante as duas semanas após um aborto farmacológico, mas algumas mulheres referem ter manchas até 45 dias depois. Se a mulher estiver bem de saúde, nem o sangramento prolongado nem a presença de tecido no útero (detectado através de um ultrassom obstétrico) são indicadores de intervenção cirúrgica (ou seja, aspiração a vácuo ou dilatação e curetagem). Os produtos da concepção restantes no útero, serão expulsos em subsequentes sangramentos vaginais. Ainda assim, uma intervenção cirúrgica pode ser realizada a pedido da mulher, se a hemorragia for forte ou prolongada, ou cause anemia, ou se houver evidência de endometriose.

## Métodos

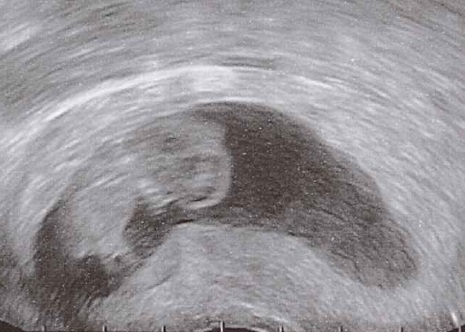
Feto com uma idade gestacional de 10 semanas a ser expelido do útero durante um aborto farmacológico. A abertura do cérvix pode ser vista na parte inferior esquerda da imagem.

A Organização Mundial da Saúde  (OMS), recomenda um regime para aborto farmacológico seguindo a medicina baseada em evidências, que consiste numa combinação de mifepristona e misoprostol; para situações em que a mifepristona não esteja disponível, recomenda um regime com misoprostol apenas. Um regime com uma combinação de metotrexato-misoprostol pode também ser usado  no entanto, porque o metotrexato  pode ser teratogénico para o feto em caso de aborto incompleto, a OMS não recomenda os regimes que combinam metotrexato-misoprostol para aborto farmacológico. Os regimes que combinam mifepristona-misoprostol são mais rápidos e são mais eficazes em gestações mais avançadas que os regimes que combinam metotrexato-misoprostol. Os regimes que combinam mifepristona-misoprostol e metotrexato-misoprostol são mais eficazes que o misoprostol apenas.
Os regimes de aborto farmacológico que usam mifepristona com o análogo da prostaglandina são os métodos mais comumente utilizados para induzir abortos durante o segundo trimestre no Canadá, na maior parte da Europa, na China e Índia, em contraste com os Estados Unidos onde 96% dos abortos realizados durante o segundo trimestre são realizados cirurgicamente através de dilatação e evacuação.
O regime utilizado para o aborto farmacológico no início do primeiro trimestre (200 mg de mifepristona oral, seguidos de 800 µg de misoprostol bucal após 24-48 horas) usado atualmente nas clínicas da Planned Parenthood nos Estados Unidos desde Abril de 2006, é 98,3% eficaz até ao fim dos 59 dias de gestação. O regime utilizado para o aborto farmacológico (200 mg de mifepristona oral, seguidos de 800 µg de misoprostol vaginal após 24-48 horas) anteriormente utilizado nas clínicas da Planned Parenthood nos Estados Unidos entre Março de 2001 e Março de 2006, demonstrou uma eficácia de 98,5% até aos 63 dias de gestação, apresentando uma taxa de continuação de gravidez de 0,5% e uma taxa de 1% de pacientes que realizaram uma evacuação uterina por vários motivos. Estes motivos incluem hemorragia problemática, saco gestacional persistente, decisão clínica ou a pedido da mulher.
Em 2011, uma revisão sistemática descobriu que era mais simples e igualmente seguro administrar mifepristona numa clínica e fazer a mulher grávida tomar o misoprostol em casa mais tarde, do que administrar ambas as drogas na clínica.

## Custo
Em 2009 nos Estados Unidos, o preço médio cobrado por um aborto farmacológico até às 9 semanas de gestação era $490, 4% mais elevado que os $470 cobrados em média para um aborto cirúrgico até às 10 semanas de gestação. Nos Estados Unidos, em 2008, 57% das mulheres que fizeram um aborto, pagaram-no elas próprias.
Em Abril de 2013, o governo australiano começou um processo de avaliação para decidir se devia listar a mifepristona (RU486) e o misoprostol no Pharmaceutical Benefits Scheme (PBS) do país. Se este listamento fosse aprovado pela Ministra da Saúde, Tanya Plibersek e pelo governo federal, os fármacos tornariam-se mais acessíveis devido a uma redução dramática no preço de mercado – o preço seria reduzido de entre AU$300 e AU$800, para AU$12 (taxa subsidiada por titular de cartão de concessão) ou AU$35.
A 30 Junho de 2013, a Ministra da Saúde, Hon Tanya Plibersek MP, anunciou que o Governo Australiano tinha aprovado o listamento da mifepristona e do misoprostol no PBS para abortos medicinais em início de gestação, o que foi ao encontro da recomendação da Pharmaceutical Benefits Advisory Committee (PBAC). O listamento na PBS aconteceu a 1 de Agosto de 2013.

## Prevalência
| País                       | Percentagem |
| -------------------------- | ----------- |
| Holanda                    | 12% em 2008 |
| Alemanha                   | 21% em 2014 |
| Bélgica                    | 22% em 2011 |
| Estados Unidos             | 23% em 2011 |
| Espanha                    | 27% em 2013 |
| Inglaterra e País de Gales | 51% em 2014 |
| Islândia                   | 55% em 2013 |
| França                     | 58% em 2013 |
| Dinamarca                  | 63% em 2013 |
| Suíça                      | 70% em 2014 |
| Escócia                    | 80% in 2014 |
| Suécia                     | 83% em 2012 |
| Noruega                    | 84% em 2014 |
| Finlândia                  | 94% em 2013 |

Um inquérito realizado a prestadores de serviço de aborto pelo Guttmacher Institute estimou que o aborto farmacológico em início de gestação representa 23% de todos os abortos não-hospitalares e 36% dos abortos realizados antes das 9 semanas de gestação nos Estados Unidos em 2001; o aborto farmacológico representa 32% dos abortos no primeiro trimestre nas clínicas da Planned Parenthood nos Estados Unidos.